# Dweezil Zappa
Dweezil Zappa (Los Angeles, Kalifornia, 1969. szeptember 5. –) amerikai gitáros, Frank Zappa legidősebb fia. Tizenéves kora óta jelentet meg lemezeket, 2006 óta a Zappa Plays Zappa együttessel apja zenéjének szenteli munkásságát.

## Pályafutása

### A korai évek
Zappa Los Angelesben született, Adelaide Gail Sloatman és Frank Zappa zenész gyermekeként. Három testvére van: egy nővére: Moon Unit, egy húga: Diva és egy öccse: Ahmet. Zappa apjának görög-szicíliai és francia, anyjának dán, francia, ír és portugál felmenői vannak.
Dweezil anyakönyvileg bejegyzett neve eredetileg Ian Donald Calvin Euclid Zappa volt, csupán a szülészeten dolgozó nővér türelmetlensége miatt: szerinte "Dweezil" név nem létezik, az apa így a hirtelen eszébe jutó ismerőseinek a neveit sorolta. A család mindazonáltal továbbra is Dweezilnek hívta, ötéves koráig nem is volt tudatában az eltérésnek, amikor is követelte a neve hivatalosítását.

### Pályája
A nyolcvanas években tévés műsorvezetőként dolgozott az MTV-ben. Több szólóalbumot is felvett, ahogy sok más zenésszel is dolgozott már együtt, így látható Don Johnson top 40-es "Heartbeat" című dalában.
Eleinte szólóban, majd később a "Z" név alatt testvérével, Ahmettel jelentet meg lemezeket, kissé excentrikus megjelenésük, viselkedésük miatt talk-showk hálás vendégei. Lemezeinek producere gyakran apja, Frank Zappa, míg gyakran találjuk meg az apa zenésztársait is Dweezil lemezein és koncertjein, így dolgozott vele Terry Bozzio, Mike Keneally és Scott Thunes.
Dweezil elmondása szerint kedvenc gitárosa Eddie Van Halen, gyerekkorában az ő egyedi gitártechnikáját próbálta megtanulni és követni. Volt egy kisebb szerepe Arnold Schwarzenegger Menekülő ember (The Running Man) című filmjében ahol Stevie-t játszotta ("Don't touch that dial!"); a leghíresebb filmszerepe pedig a Rózsaszín románcban (Pretty in Pink) volt Simonként, Andie barátjaként.
A kilencvenes évek elejétől egy "What the Hell Was I Thinking?" ("Mi a fenét képzeltem?") című 75-perces darabon dolgozik, ami híres gitárosok tucatjainak közreműködésével jön majd létre. Egy 2004-es nyilatkozata szerint: "Analóg szalagra kezdtem ezt felvenni majdnem 13 évvel ezelőtt... Eddig úgy 35 gitáros hallható rajta, mint például Brian May, Edward van Halen, Eric Johnson, Angus és Malcolm Young – őrült egy projekt. Még reménykedem hogy sikerül megnyerni Jeff Becket és Jimmy Page-et".
A kilencvenes évek közepén Dweezil volt Ajax Duckman szinkronhangja a Duckman című sorozatban, illetve nővérével, Moon Unit Zappával feltűnt a Normal Life című tévésorozatban is. Ő írta és adta elő a The Ben Stiller Show főcímzenéjét. 1999-ben testvérével, Ahmettel elkezdett egy Happy Hour című tévéműsort, ami egy szezont ért meg. “Weird Al” Yankovic 2003-as, tizenegyedik stúdióalbumán (Poodle Hat) Dweezil játssza a lemezt nyitó szólót és énekli a "Genius in France" című dalt.

### Frank Zappa öröksége
Dweezil kora tizenéves kora óta gitározik, és bár példaképei inkább a kor metálgitárosai közül kerülnek ki, nem hagyja érintetlenül apja zenéje sem. Már 1984-ben, 14 évesen fellép Frank Zappa néhány koncertjén egy-egy erőteljes szólóval, ahogy később vendége volt néhány 1988-as koncertnek is, mint az például a Trance-Fusion című lemez nyitó- és zárószólójában hallható is. 1991-ben fellép a zeneszerző tiszteletére rendezett "Zappa’s Universe" című esten is, olyan vendégzenészek társaságában, mint Steve Vai, Scott Thunes vagy Mike Keneally. Ezen túlmenően azonban nem látszik kötődni az apai örökséghez, egészen körülbelül 2004-ig, mikor öccsével, Ahmettel bejelentik, hogy az elkövetkezendő éveket Frank Zappa zenéjének szentelik (Ahmet végül az első sajtótájékoztatókat leszámítva teljesen kimarad a projektből).
Dweezil hosszú gyakorlási, tanulási időszak és zenészmeghallgatások után 2006-ban állítja össze a "Zappa Plays Zappa" nevű zenekarát fiatal, tehetséges zenészekből azzal a céllal, hogy apja zenéjét egy fiatalabb közönséghez vigye közelebb, az együttesével ezért (tervei szerint) minden évben újabb turnéra indul. Az első turnén Frank Zappa olyan egykori zenésztársai voltak a vendégek, mint Steve Vai, Napoleon Murphy Brock és Terry Bozzio, 2007-2008-ban pedig Ray White énekes-gitáros.

### Magánélet
Dweezil Zappa első komolyabb kapcsolata Katie Wagnerhez, Robert Wagner színész lányához fűződik. A Rózsaszín románc (Pretty In Pink) forgatása alatt Molly Ringwalddal járt, majd Sharon Stone-nal volt egy rövid kapcsolata.
Ezután hat évig jártak együtt Lisa Loeb énekesnővel, akivel közösen szereztek és adtak elő zenét, Dweezil turnézott is Loeb zenekarával. A pár Dweezil & Lisa címmel egy főzőműsort is vezetett a Food Networkön 2004-ben. 2004 nyarán szakítottak.
Dweezil 2005. szeptember 3-án vette feleségül Lauren Knudsen divattervezőt, akitől két lánya született, Zola Frank Zappa (2006) és Ceylon Zappa (2008). Házasságuk 2010-ben válással végződött.

### Díjak
- "A surround hangzás úttörői" – 2003-ban a Halloween audio-DVD-ért; Frank Zappa 1978-as koncertfelvétele, producer: Dweezil Zappa, a díjat közösen kapták;
- "Legjobb instrumentális előadás" – Grammy-díj 2009-ben, a ZPZ együttesnek a Peaches előadásáért (Frank Zappa).

## Lemezek

### Szóló munkák
- 1982 – My Mother is a Space Cadet
- 1986 – Havin' a Bad Day
- 1988 – My Guitar Wants to Kill Your Mama
- 1991 – Confessions
- 2000 – Automatic
- 2006 – Go with What You Know

### Frank Zappa lemezein
- 1984 – Them or Us – szóló a Shareleena-ban és a Stevie's Spanking-ben;
- 1986 – Does Humor Belong in Music? – szóló a Whipping Post-ban, 1984-es felvétel;
- 1989 – You Can’t Do That on Stage Anymore Vol. 3 – szóló a Bamboozled By Love című dalban, 1984-es felvétel;
- 2006 – Trance-Fusion – szóló a Chunga's Revenge és a Bavarian Sunset című számokban, 1988-as felvétel;

### Ahmet Zappával: "Z"
- 1994 – Shampoohorn
- 1996 – Music For Pets

### A Zappa Plays Zappával
- 2008 – Zappa Plays Zappa (DVD)
- 2008 – Zappa Plays Zappa (CD)
- 2010 – Return Of The Son Of... – dupla CD
- 2011 – Live „In The Moment” – dupla CD, összeállítás 3 év gitárszólóiból[3]
- 2012 – F. O. H. – dupla CD, koncertfelvételek;
- 2012 – F. O. H. III – Out Of Obscurity – szimpla CD a 2012. februári turné felvételeiből.[4]

### Vendégszereplések
a teljes listát lásd a United Mutations oldalon!
- 1986 – Don Johnson: Heartbeat; – a 'The Last Sound Love Makes' (Tony Sciuto) című számban;
- 1988 – Winger: S/T – a 'Purple Haze' (Jimi Hendrix ) című számban;
- 1990 – Extreme: Pornograffitti – a 'He Man Woman Hater' (Extreme; című számban;
- 1991 – Zappa’s Universe – Zappa munkássága előtt tisztelgő tribute koncert;
- 1999 – Diva Zappa: When The Ball Drops
- 2000 – Dixie Dregs: California Screamin' – a 'Peaches' (Frank Zappa) című számban;
- 2000 – Various Artists: Van Halen Tribute – az 'Unchained' (Van Halen ) című számban;
- 2000 – Various Artists: Bat Head Soup – Tribute To Ozzy – a 'Goodbye To Romance' (Osbourne, Rhoads, Daisley) című számban;
- 2001 – 911, – a "Top of the World" című számban;
- 2002 – Lisa Loeb: Cake And Pie – közreműködik Dweezil Zappa, Lala Sloatman, Joe Travers;
- 2002 – Various Artists: An All Star Line-Up Performing The Songs Of Pink Floyd – közreműködik Dweezil Zappa, Vinnie Colaiuta, Aynsley Dunbar;
- 2004 – Gene Simmons: Asshole – a lemezen szerepel Frank Zappa egy szerzeménye ("Black Tongue"), ebben közreműködik Ahmet, Dweezil, Frank, Gail & Moon Zappa;
- 2005 – Ozzy Osbourne: Prince of Darkness – a "Stayin' Alive" című dalban;
- 2005 – Back Against The Wall – Pink Floyd emlékalbum, Billy Sherwood zenei rendezésében – a "Run Like Hell" című dalban;;
- 2006 – Return to the Dark Side of the Moon – Pink Floyd emlékalbum, Billy Sherwood zenei rendezésében – az "Us and Them" című dalban;

## Hangszerek

### Gitárok
- Gibson SG – egyedi gyártású, az apja SG-jének másolata;
- Hagström Viking – egy külön kapcsolóval a hangszín beállítására;[5]
- Eric Johnson Fender Stratocaster – egyedi gyártású, piezo pickuppal.[6]
- Fender Stratocaster – Eredetileg Jimi Hendrix gitárja, ő játszott rajta és gyújtotta fel, majd Dweezil apjának adta;
- Babysnake SG – Luthier built guitar with onboard effects originally owned by his father.
- Gibson Les Paul – Late 70's early 80's model with onboard effects and coiltaps.
- Gibson ES-5 Switchmaster – Orgiannly used during his fathers early career, heavily modified with various effects.
- Moser S.G (Backup for the Gibson SG)

### Effektek
- DBX 162 Stereo Compressor[7]
- Eventide 949 Harmonizer
- Eventide Delay
- Mickmix Dynaflanger x2
- Aphex Expressor Compressor
- Acces Electronics MIDI Foot controller
- Mutron Bi-Phase
- Systech Harmonic Energizer
- Chandler Delay
- Afro Fuzz
- Real Octavia'
- Janglebox Compressor
- Digitech GSP 1101
- Native Instruments Guitar Rig[8]
- Sound Sculpture Switchblade system[9]
- Fractal Audio Systems Axe-Fx[10]

### Erősítők
- Acoustic 270 Bass amplifer
- Peavey Wiggy[11]
- Cornford MK 5011[9]
- Cornford MK 50H
- Cornford RK 100
- Cornford 4x12 Cabinet (One regular and one from the RK series.)
- Blankenship Leeds 18w
- Fender Super-Sonic head
- Fender Cyber-Twin SE
- Fender '65 Twin Reverb
- Fender G-DEC